# (32477) 2000 SV238
2000 SV238 (asteroide 32477) é um asteroide da cintura principal. Possui uma excentricidade de 0.10524600 e uma inclinação de 15.12399º.
Este asteroide foi descoberto no dia 26 de setembro de 2000 por LINEAR em Socorro.